# Coral Content Distribution Network

Coral Content Distribution Network, ou simplement Coral, est un réseau poste à poste de distribution de contenu libre conçu pour mettre en miroir du contenu du web. Coral est conçu pour utiliser la bande passante de volontaires pour réduire la charge sur les sites web. Pour utiliser Coral, il suffit d'ajouter .nyud.net:8080 au nom d'hôte d'une URL. Par exemple, http://fr.wikipedia.org/wiki/Accueil devient http://fr.wikipedia.org.nyud.net:8080/wiki/Accueil. Cette dernière est appelée lien coralisé.
Un des objectifs principaux de Coral est d'éviter de créer des points chauds qui pourraient dissuader des volontaires de faire tourner le logiciel par crainte de pics de charge. Il réussit cela grâce à une table de hachage distribuée, et crée des grappes autogérées de nœuds qui récupèrent l'information les uns des autres pour éviter de communiquer avec des serveurs trop distants ou surchargés.
Ce projet est en phase de bêta-test depuis mars 2004. Le code source est librement disponible sous la licence publique générale GNU.
Depuis avril 2015, les sous-domaines en *.nyud.net ne sont plus résolus, rendant les liens coralisés inopérants.